# Thälmann-Kolonne

Hans Beimler, der Organisator der Centuria Thälmann in Barcelona

Zu Beginn des Spanischen Bürgerkrieges bis zur Aufstellung der Internationalen Brigaden in Albacete wurden die Thälmann-Gruppe, die Centuria Thälmann, das Thälmann-Bataillon sowie das Deutsche Bataillon unter dem vereinigenden Begriff der nicht existierenden Thälmann-Kolonne zusammengefasst. Bekannt wurde die Thälmann-Kolonne durch das Lied Spaniens Himmel von Paul Dessau. Das Lied wurde insbesondere in seiner Version von Ernst Busch als ein „linker Lagerfeuer-Hit“ populär.

## Centuria Thälmann
Nach dem Militärputsch in Spanien reiste Hans Beimler von Moskau über Paris nach Barcelona. Nach seiner Ankunft am 4. August 1936 leitete er im Hotel Colón, dem Hauptquartier der katalanisch-kommunistischen Partei PSUC (Partit Socialista Unificat de Catalunya), die ersten Schritte zur Aufstellung einer internationalen Centuria ein. Er formierte mit Willi Wille, Hermann Geisen, Albert Schreiner (Pseudonym Albert Schindler) und dem Engländer Sam Masters, einem Angehörigen der Thälmann-Gruppe um Max Friedemann, aus den internationalen Freiwilligen, die von Paris über Perpignan nach Barcelona kamen, die Centuria Thälmann. Eine Grundausbildung fand im Kloster von Pedralbes statt, das als Ausbildungskaserne der PSUC unter dem Namen Carlos Marx eingerichtet war. Bereits in der dritten Augustwoche lag die Stärke der Centuria Thälmann bei 82 Mann.
Am 29. oder 30. August 1936 brach die erste internationale Centuria der PSUC als 13. PSUC-Hunderschaft per Bahn zur Aragon-Front nach Huesca auf. Kommandeur der Centuria Thälmann war Albert Schreiner. Neben dem eigentlichen Kampfverband blieb in Barcelona ein kleiner Mitarbeiterstab, der die Versorgung der Einheit mit Ausrüstungsmaterial und frischen Kräften organisierte.
Die PSUC-Centurien mit der Centuria Thälmann versuchten Huesca einzunehmen. Nach den Kämpfen um Huesca bezog die Centuria Thälmann Stellungen bei Tardienta an der Bahnlinie zwischen Huesca und Saragossa. Durch die Verstärkung durch eine Gruppe Österreicher, ehemalige Schutzbündler, sowie von vier Sanitäterinnen wuchs die Stärke der Centuria Thälmann auf fast hundert Milizionäre an. Aufgrund der Tatsache, dass die Centuria Thälmann am selben Frontabschnitt in unmittelbarer Nähe der Thälmann-Gruppe bei Tardienta eingesetzt wurde, gab es sowohl Meinungsverschiedenheiten über den Namen als auch über die Integration der Thälmann-Gruppe in die Centuria Thälmann.
Um den Vormarsch der Nationalisten aufzuhalten, sprengte die Centuria Thälmann einen Kanal und überschwemmte dadurch feindliche Stellungen. Ab dem 5. Oktober 1936 kämpfte die Centuria über 10 Tage in den vordersten Schützengräben und erhielt zudem einen eigenen Panzerwagen. Die Centuria Thälmann war die 31. Centuria der Division Carlos Marx der PSUC. Eingruppiert war sie im Maxim-Gorki-Bataillon. Kommandeur der Division war Ferran Gancedo. Die Stärke der Centuria Thälmann wird je nach Quelle mit 90 bis 180 Mann angegeben, die Anzahl der aus Paris stammenden Freiwilligen mit 40 bis 56 Mann.
Anfang Oktober besuchte Hans Beimler mit Ludwig Renn die Stellungen der Centuria Thälmann. Laut Ludwig Renn war neben der Centuria Thälmann auch eine italienische Centuria Teil der PSUC-Einheiten. Zudem griffen die Nationalisten Anfang Oktober in der Sierra Alcubierre Stellungen der Republikaner an. Bei diesen Kämpfen gelang es der Centuria Thälmann am 19. Oktober 1936, einen schweren Angriff der Nationalisten abzuwehren. Bei dem Gefecht starb der Fahnenträger der Centuria Thälmann Willy Pukallas.
Nach dem weiteren Vormarsch der Nationalisten bis zum Höhenzug bei der Eremitage de Santa Quiteria versuchten die Republikaner, die Schlüsselposition im Frontabschnitt von Tardienta zurückzuerobern. Bei diesen Kämpfen versuchte die Centuria Thälmann zwischen dem 23. und 24. Oktober 1936, die von marokkanischen Söldnern gehaltene Eremitage einzunehmen, was ihr auch gelang. Bei den Kämpfen um die Eremitage de Santa Quiteria fielen 19 Milizionäre und weitere 52 wurden verwundet. Im Gefecht starben Jakob Kneit, Johann Schwarz, Sepp Hirsel, Willi Engelmann, der Sanitäter Sepp, Wilhelm Pfordt, Paul Lösch, Wilhelm de las Heras, Georg Mayer, Paul Baumgarten, Philipp Meier, Joseph Graf, Wilhelm Engelmann, Robert Vigier, Philipp Vigier und Karl Katz. Der Kommandeur Hermann Geisen verlor bei diesem Gefecht ein Auge. Aufgrund des Mangels an Munition zog sich die Centuria Thälmann wieder aus der eroberten Stellung zurück. Nach diesem Angriff bestand die Centuria nur noch aus 36 Milizionären. Hinzu kamen noch 14 leicht Verwundete.
Nach diesen Kämpfen wurde die Centuria Thälmann nach Barcelona beordert, wo sie in der Kaserne Carlos Marx (Kloster von Pedralbes) von Hans Beimler begrüßt wurde. Am 6. November 1936 verließ der Rest der Centuria Thälmann mit 20 bis 25 Mann Barcelona mit dem Ziel Albacete, dem Hauptquartier der Internationalen Brigaden.

## Nachtrag
Der Autor Ilja Ehrenburg schrieb in seinem Buch No pasaràn im Jahre 1937 ein großes Kapitel über die Thälmann-Kolonne, wobei der Name des Begründers und Organisators der Centuria Thälmann, Hans Beimler, nicht ein einziges Mal erwähnt wird. In dem Roman von Ludwig Renn Der spanische Krieg beschreibt der Kommandeur des Thälmann-Bataillons die Geschichte des Bataillons, geht aber kaum auf die wichtige Rolle von Hans Beimler ein. Die Rolle von Hans Beimler werde derartig verkleinert, „dass man sich wirklich fragt, wie es nur möglich war, dass eine so unbedeutende Persönlichkeit nicht nur die Centuria und das Bat. Thälmann organisierte, sondern auch noch politischer Kommissar aller deutschen Bat. der intern. Brigaden war!“

## Film
- In dem Film Hans Beimler, Kamerad wird über den Kampf des Kommunisten Hans Beimler berichtet (DDR 1969, Regie: Rudi Kurz[18] auf youtube: Teil 1, Teil 2, Teil 3 und Teil 4 Spanischer Bürgerkrieg) abgerufen am 27. August 2012